# Погарский, Михаил Валентинович
Михаи́л Валенти́нович Пога́рский (24 сентября 1963, Муром, Владимирская область, РСФСР) — российский писатель и художник.

## Биография
Окончил механико-математический факультет МГУ им. М.В. Ломоносова. Кандидат технических наук. Член союза художников России.
Автор более 60 книг, среди которых: книги для детей, поэтические сборники, повести, романы и рассказы. Среди наиболее значительных произведений: энциклопедия «Орфическое описание Земли» (2008); «Краткий словарь алкогольных терминов» (1994), романы — «Петля Мёбиуса» (2005), «ВВ» (1998), «Библиотекарь Гермоген» (1999), повести — «Философия пьяного ёжика» (1995), «Путь и шествие из Красногорска в Маскву» (2007); сборники — «Камера хранения» (1993), «Излишняя жизнь» (1994), «Атлас запущенных территорий» (1999), «Города и нагромождения» (2000), «Странник своей страны» (2002), «Истории ветра» (2007).
Михаил Погарский куратор и постоянный участник целого ряда коллективных изданий в формате livre d'artiste в России: Город как субъективность художника, СПб, 2020 (куратор — Алексей Парыгин), ИЛИ@ЗДА, Мск. 2019 (кураторы — Василий Власов и Михаил Погарский); Поэзия неведомых слов (вариации в кириллице), Мск. 2019 (кураторы — Василий Власов и Михаил Погарский); Жёлтый звук, (к 85-летию Альфреда Шнитке) Мск. 2019 (кураторы — Василий Власов и Михаил Погарский); Русский Букварь, Мск. 2018 (кураторы — Виктор Лукин и Михаил Погарский); Странник Гумилёв, Мск. 2016 (кураторы — Василий Власов и Михаил Погарский); Маяковский—Манифест. СПб. 2015 (куратор — Михаил Карасик); Книга на острие современного искусства, СПб-Мск. 2013 (кураторы — Виктор Лукин и Михаил Погарский).
Автор более ста научных и культурологических статей, и эссе. Главный редактор и издатель альманаха «Треугольное колесо». Участник более 80 художественных выставок в России и Европе. Организатор и куратор многих международных арт-проектов и выставок — в том числе ежегодной Московской международной выставки-ярмарки «Книга художника», Лэнд-арт-фестиваля «Равноденствие», междисциплинарного международного проекта «Библиотека Просперо» (по мотивам пьесы Шекспира «Буря» и фильма Питера Гринуэя «Книги Просперо»). Лауреат Международного конкурса «Образ книги» в номинации "книга художника" (2021). 
Директор собственной дизайн-студии.

## Музейные коллекции
- Эрмитаж. Научная библиотека, Сектор редких книг и рукописей. (Санкт-Петербург).[15]
- Государственный Русский музей. (Санкт-Петербург).
- ГМИИ им. Пушкина. Научная библиотека, Сектор редких книг (Москва).
- Государственный музей В. В. Маяковского. (Москва).
- AVC Charity Foundation. (Москва).
- Музей АZ. (Москва).
- Всероссийская государственная библиотека иностранной литературы имени М. И. Рудомино (Мск.).
- Российская государственная библиотека искусств. (Москва).

- Британская библиотека. (Лондон).[16]
- Музей Гетти. Институт исследования Гетти. (Лос-Анджелес. США).
- Библиотека Принстонского университета. Департамент редких книг и специальных коллекций (Нью-Джерси. США)[17].
- Библиотека Диринга. Северо-Западный университет. Эванстон (Иллинойс). Фонд Книги художника. США.
- Библиотека Чапина. Уильямстаун (Массачусетс). Фонд Книги художника. США.
- Музей ван Аббе. LS (Альберт Лемменс & Серж Стоммелс) коллекция русской Книги художника Эйндховен (Нидерланды).